# Brachycephalus
Brachycephalus Fitzinger, 1826 è un genere di rane della famiglia Brachycephalidae, endemico del Brasile.

## Descrizione
Sono rane di dimensioni molto piccole, la maggior parte delle quali non supera 1 cm di lunghezza. Tra di esse Brachycephalus didactylus è considerata la rana più piccola dell'emisfero meridionale.
 
Possiedono solo 3 dita per ogni zampa posteriore e 2 dita per quella anteriore (la maggior parte delle rane ne hanno rispettivamente 4 e 3).

## Biologia
I membri di questo genere sono attivi durante il giorno, e vivono nelle lettiere di foglie delle foreste.

L'accoppiamento avviene in maniera inusuale, in quanto inizia con un amplesso inguinale, col maschio che trattiene la femmina attorno alla vita, e prosegue con un amplesso ascellare, in cui il maschio si aggrappa alle spalle della femmina.
La femmina depone le uova sul terreno, ricoprendole con terra e foglie per ripararle dal calore e dai predatori. Dalle uova escono delle piccole rane già formate, che "saltano" lo stadio di girino.

## Tassonomia
Il genere comprende 38 specie:
- Brachycephalus actaeus Monteiro, Condez, Garcia, Comitti, Amaral, and Haddad, 2018
- Brachycephalus albolineatus Bornschein, Ribeiro, Blackburn, Stanley, and Pie, 2016
- Brachycephalus alipioi Pombal and Gasparini, 2006
- Brachycephalus auroguttatus Ribeiro, Firkowski, Bornschein, and Pie, 2015
- Brachycephalus boticario Pie, Bornschein, Firkowski, Belmonte-Lopes, and Ribeiro, 2015
- Brachycephalus brunneus Ribeiro, Alves, Haddad, and Reis, 2005
- Brachycephalus bufonoides Miranda-Ribeiro, 1920
- Brachycephalus coloratus Ribeiro, Blackburn, Stanley, Pie, and Bornschein, 2017
- Brachycephalus crispus Condez, Clemente-Carvalho, Haddad, and Reis, 2014
- Brachycephalus curupira Ribeiro, Blackburn, Stanley, Pie, and Bornschein, 2017
- Brachycephalus darkside Guimarães, Luz, Rocha, and Feio, 2017
- Brachycephalus didactylus (Izecksohn, 1971)
- Brachycephalus ephippium (Spix, 1824)
- Brachycephalus ferruginus Alves, Ribeiro, Haddad, and Reis, 2006
- Brachycephalus fuscolineatus Pie, Bornschein, Firkowski, Belmonte-Lopes, and Ribeiro, 2015
- Brachycephalus garbeanus Miranda-Ribeiro, 1920
- Brachycephalus guarani Clemente-Carvalho, Giaretta, Condez, Haddad, and Reis, 2012
- Brachycephalus hermogenesi (Giaretta and Sawaya, 1998)
- Brachycephalus ibitinga Condez, Monteiro, Malagoli, Trevine, Schunck, Garcia, and Haddad, 2021
- Brachycephalus izecksohni Ribeiro, Alves, Haddad, and Reis, 2005
- Brachycephalus leopardus Ribeiro, Firkowski, and Pie, 2015
- Brachycephalus margaritatus Pombal and Izecksohn, 2011
- Brachycephalus mariaeterezae Bornschein, Morato, Firkowski, Ribeiro and Pie, 2015
- Brachycephalus mirissimus Pie, Ribeiro, Confetti, Nadaline, and Bornschein, 2018
- Brachycephalus nodoterga Miranda-Ribeiro, 1920
- Brachycephalus olivaceus Bornschein, Morato, Firkowski, Ribeiro and Pie, 2015
- Brachycephalus pernix Pombal, Wistuba, and Bornschein, 1998
- Brachycephalus pitanga Alves, Sawaya, Reis, and Haddad, 2009
- Brachycephalus pombali Alves, Ribeiro, Haddad, and Reis, 2006
- Brachycephalus pulex Napoli, Caramaschi, Cruz, and Dias, 2011
- Brachycephalus puri Almeida-Silva, Silva-Soares, Rodrigues, and Verdade, 2021
- Brachycephalus quiririensis Pie and Ribeiro, 2015
- Brachycephalus rotenbergae Nunes, Guimarães, Moura, Pedrozo, Moroti, Castro, Stuginski, and Muscat, 2021
- Brachycephalus sulfuratus Condez, Monteiro, Comitti, Garcia, Amaral, and Haddad, 2016
- Brachycephalus toby Haddad, Alves, Clemente-Carvalho, and Reis, 2010
- Brachycephalus tridactylus Garey, Lima, Hartmann, and Haddad, 2012
- Brachycephalus verrucosus Ribeiro, Firkowski, Bornschein, and Pie, 2015
- Brachycephalus vertebralis Pombal, 2001